# Норт-Енід (Оклахома)
Норт-Енід (англ. North Enid) — місто (англ. town) в США, в окрузі Гарфілд штату Оклахома. Населення — 1003 особи (2020).

## Географія
Норт-Енід розташований за координатами 36°26′45″ пн. ш. 97°51′48″ зх. д. / 36.44583° пн. ш. 97.86333° зх. д. (36.445706, -97.863384).  За даними Бюро перепису населення США в 2010 році місто мало площу 6,02 км², уся площа — суходіл.

## Демографія
Згідно з переписом 2010 року, у місті мешкало 860 осіб у 309 домогосподарствах у складі 252 родин. Густота населення становила 143 особи/км².  Було 326 помешкань (54/км²).
Расовий склад населення:
| - 90,9 % — білих - 2,1 % — азіатів - 1,5 % — вихідців з тихоокеанських островів - 1,2 % — корінних американців - 0,8 % — чорних або афроамериканців |

До двох чи більше рас належало 3,0 %. Частка іспаномовних становила 2,0 % від усіх жителів.
За віковим діапазоном населення розподілялося таким чином: 26,7 % — особи молодші 18 років, 57,6 % — особи у віці 18—64 років, 15,7 % — особи у віці 65 років та старші. Медіана віку мешканця становила 41,5 року. На 100 осіб жіночої статі у місті припадало 101,9 чоловіків;  на 100 жінок у віці від 18 років та старших — 95,0 чоловіків також старших 18 років.
Середній дохід на одне домашнє господарство  становив 83 109 доларів США (медіана — 68 438), а середній дохід на одну сім'ю — 91 616 доларів (медіана — 78 750). Медіана доходів становила 54 583 долари для чоловіків та 33 125 доларів для жінок. За межею бідності перебувало 6,1 % осіб, у тому числі 10,8 % дітей у віці до 18 років та 3,7 % осіб у віці 65 років та старших.
Цивільне працевлаштоване населення становило 428 осіб. Основні галузі зайнятості: освіта, охорона здоров'я та соціальна допомога — 24,1 %, сільське господарство, лісництво, риболовля — 11,2 %, роздрібна торгівля — 10,3 %, виробництво — 9,8 %.